# Jaromír Švejdík

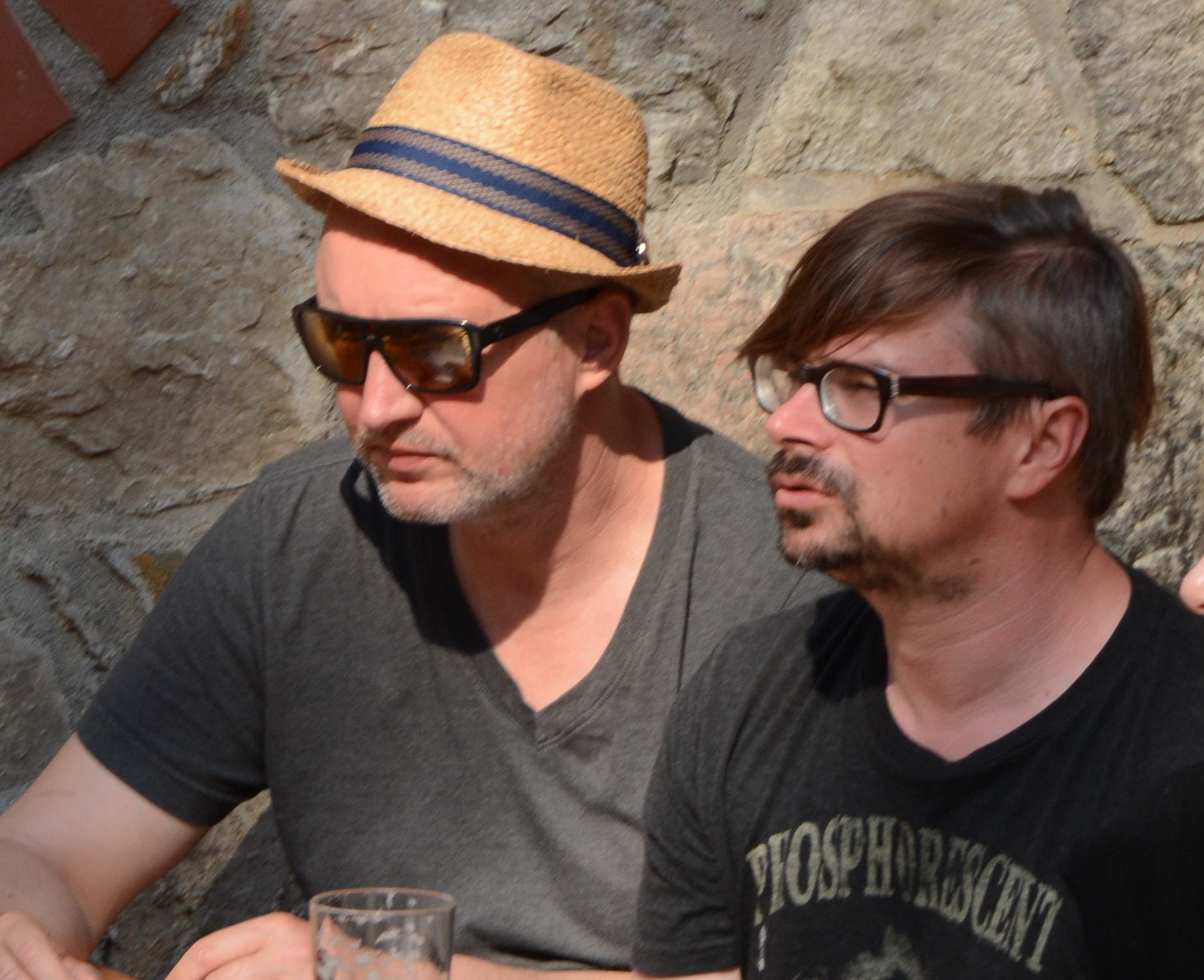
Jaromír Švejdík (links) mit Jaroslav Rudiš (2015)

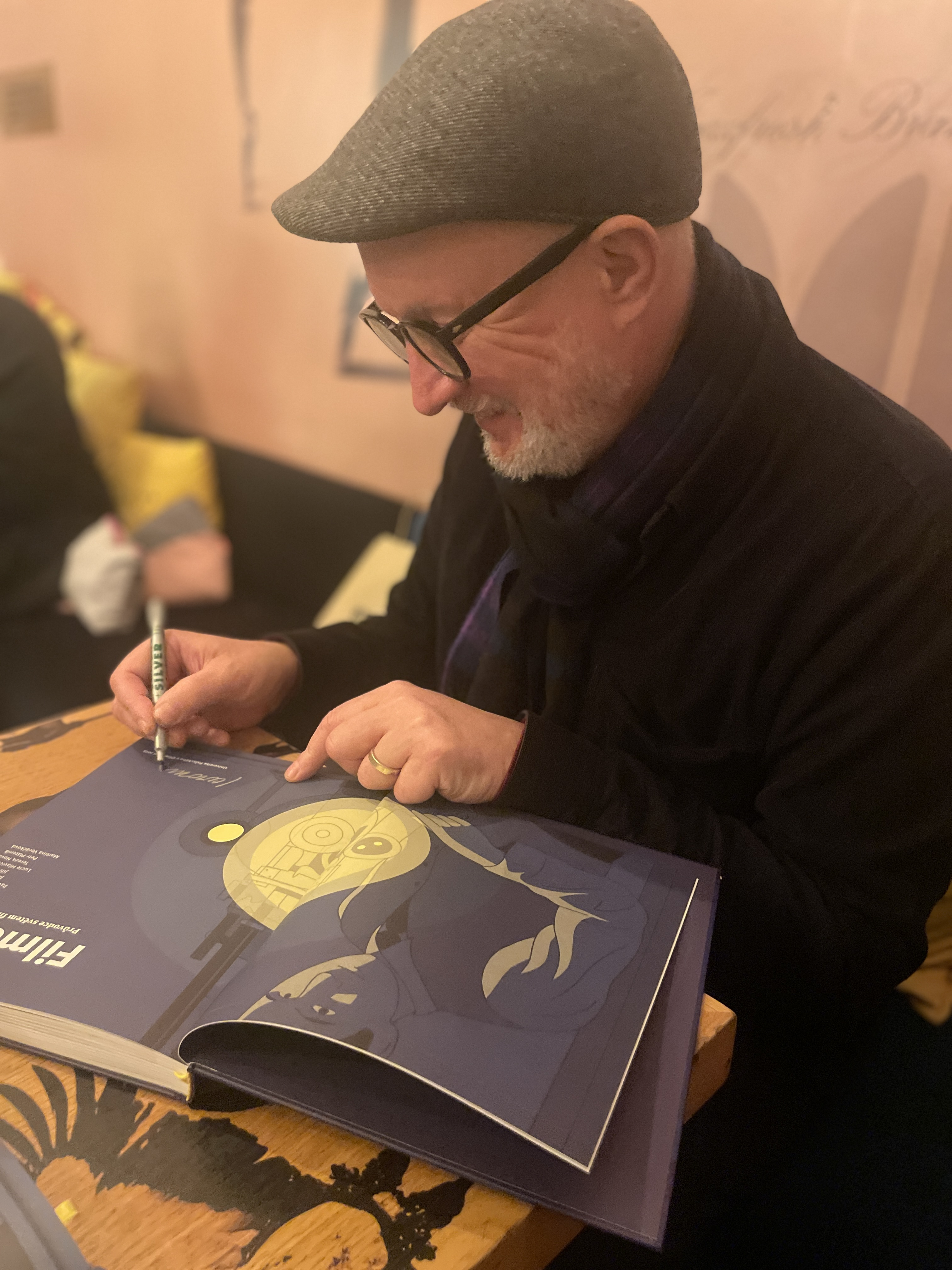
Jaromír Švejdík im Jahr 2023

Jaromír Švejdík (* 14. Oktober 1963 in Jeseník), Pseudonym Jaromír 99, ist ein tschechischer Comiczeichner, Maler und Sänger.

## Leben
In der Schule begann Jaromír Švejdík, Comics zu zeichnen. Später überwog sein Interesse für Punkrock und er gab das Zeichnen auf. Im Krankenhaus in Jeseník arbeitete er als Heizer. Als die Klinik von Kohle- auf Gasheizung umstellte, hatte er während der Nachtschichten Zeit und begann wieder mit dem Zeichnen. Nachdem er nach der Samtenen Revolution Miteigentümer eines Cafés geworden war und die Band Priessnitz gegründet hatte, nahm das Zeichnen wieder nur eine Nebenrolle in seinem Leben ein. Nach dem Umzug nach Prag begann er, Storyboards zu zeichnen. Seither ist er zunehmend als bildender Künstler tätig. Švejdík ist Zeichner verschiedener Comicstrips, sein bekanntestes Werk ist die gemeinsam mit Jaroslav Rudiš verfasste Graphic Novel Alois Nebel, die inzwischen auch verfilmt worden ist. Sein neuestes Projekt ist die Graphic-Novel-Version von Franz Kafkas Das Schloss. Diese entstand für den englischen Verlag SelfMadeHero in Zusammenarbeit mit dem amerikanischen Schriftsteller David Mairowitz, der die Graphic Novel und den Film Alois Nebel kannte und Švejdík für dieses Projekt vorgeschlagen hat.
Außerdem ist Švejdík nicht nur Sänger der Band Priessnitz, sondern auch Mitglied und Mitbegründer der Bands Umakart (seit 2004) und Jaromír 99 & The Bombers (seit 2007). Im Jahr 1999 begann er, den Künstlernamen Jaromír 99 zu nutzen, um seine künstlerische Arbeit von der musikalischen zu trennen, die er unter seinem bürgerlichen Namen betreibt.
Švejdík hat einen Sohn und lebt mit seiner Frau, der Künstlerin Johana Ziková, in Prag.

## Werke (Auswahl)
- Alois Nebel (zusammen mit Jaroslav Rudiš) (2006; dt. Alois Nebel, 2012)
  - als Animationsfilm ausgezeichnet im Jahre 2012: Europäischer Filmpreis/Bester Animationsfilm.
  - in Tschechien ursprünglich in drei Bänden: Bílý potok (2003), Hlavní nádraží (2004), Zlaté Hory (2005)
- Alois Nebel. Na trati 2008 (deutsch: Alois Nebel. Leben nach Fahrplan, Voland & Quist, Dresden / Leipzig 2013, ISBN 978-3-86391-029-7).
- The Castle (nach Franz Kafka, zusammen mit David Mairowitz) (2013; dt. Das Schloss: nach Franz Kafka. Dt. Adaption von Anja Kootz. München: Knesebeck 2013)
- Zátopek (zusammen mit Jan Novák) (dt. Dresden und Leipzig: Voland & Quist 2016)
- mit Jan Novák: Čáslavská. Salleck Publications, 2023, ISBN 978-3-89908-798-7.